# Slavhostice
Slavhostice är en ort i Tjeckien. Den ligger i den centrala delen av landet, 70 km öster om huvudstaden Prag. Slavhostice ligger 253 meter över havet och antalet invånare är 139.
Terrängen runt Slavhostice är platt. Runt Slavhostice är det ganska glesbefolkat, med 45 invånare per kvadratkilometer. Närmaste större samhälle är Jičín, 14,3 km norr om Slavhostice. Trakten runt Slavhostice består till största delen av jordbruksmark.